# Piperafizina B
Las piperafizinas son anhidropéptidos alcaloidales de tipo piperazina, aislados de Streptomyces noursei, Streptomyces albus, Streptomyces thioluteus, Streptoverticillium aspergilloides y Emericella heterothallica y algunas especies de Nocardia spp. Ambos compuestos dan positivo para las pruebas de yodo, ácido sulfúrico, FeCl3, reactivo de Dragendorff y el reactivo de Rydon-Smith. Es negativo para ninhidrina y el reactivo de Sakaguchi.
La piperazidina B forma escamas amarillas con DMF; es potenciador de la citotoxicidad con vincristina. UV: [neutral]λmax234 (ε8700);338 (ε34000) (MeOH). PF = 303-305 °C (descompone 283-284°)
La piperafizina A es el derivado N-metilado de la piperafizina B. Forma escamas amarillas, PF=181-182 °C. UV: [neutral]λmax260 (ε6800) ;326 (ε20000) ( MeOH) [neutral]λmax260 (ε6800) ;326 (ε20900) ( MeOH).

## Síntesis
La piperafizina B ha sido sintetizada por Shin en 1980.